# Wiktor Woroszyłow
Wiktor Fiodorowicz Woroszyłow, ros. Виктор Фёдорович Ворошилов (ur. 15 sierpnia 1926 we wsi Wsiechswiatskoje (obecnie dzielnica Moskwy), Rosyjska FSRR, zm. 5 marca 2011 w Moskwie, Rosja) – rosyjski piłkarz, grający na pozycji napastnika, reprezentant ZSRR, trener piłkarski.

## Kariera piłkarska

### Kariera klubowa
Jeszcze będąc dzieckiem, jak wielu chłopców w jego czasach, zainteresował się piłką nożną. W czasie II wojny światowej i lat powojennych, pracował w fabryce samolotów jako tokarz, oraz bronił barw zakładowej drużyny. W 1948 rozpoczął profesjonalną karierę piłkarską w klubie Krylja Sowietow Kujbyszew. Pierwszą swoją bramkę strzelił dopiero w 26 występie. Od 1951 pełnił funkcje kapitana drużyny. W 1956 przeszedł do Lokomotiwu Moskwa. W latach 1957–1962 pełnił funkcje kapitana. W 1962 roku zakończył karierę piłkarską w wieku 36 lat.

### Kariera reprezentacyjna
30 sierpnia 1958 debiutował w reprezentacji ZSRR w meczu z Czechosłowacją, w którym strzelił jednego gola. W 1959 rozegrał jeden mecz w olimpijskiej reprezentacji ZSRR.

## Kariera trenerska
Po zakończeniu kariery piłkarskiej rozpoczął pracę trenerską. W latach 1963–1965 pomagał trenować Lokomotiw Moskwa. Potem pracował na stanowisku trenera w Federacji Piłki Nożnej Rosyjskiej FSRR (1966-1968). W 1968-1969 asystent trenera w klubie Szachtar Donieck. Potem ponownie pomagał trenować Lokomotiw Moskwa. W latach 1973–1991 trenował dzieci w szkole piłkarskiej Lokomotiwu. Kilka lat był prezesem piłkarskiego klubu weteranów Rosji. 5 marca 2011 zmarł w Moskwie w wieku 84 lat.

## Sukcesy i odznaczenia

### Sukcesy klubowe
- wicemistrz ZSRR: 1959
- zdobywca Pucharu ZSRR: 1957
- finalista Pucharu ZSRR: 1953

### Sukcesy indywidualne
- członek Klubu Grigorija Fiedotowa: 117 goli
- wybrany do listy 33 najlepszych piłkarzy ZSRR: Nr 1 (1958), Nr 3 (1951)

### Odznaczenia
- tytuł Zasłużonego Mistrza Sportu ZSRR: 1955
- Order „Znak Honoru”: 1957
- Medal „Za ofiarną pracę w Wielkiej Wojnie Ojczyźnianej 1941–1945”